# Аметиста
Аметиста је у грчкој митологији била нимфа, од које је, према предању настао полудраги камен аметист.

## Митологија
Дионис се био заљубио у нимфу Аметисту, али та љубав није била узвраћена. Он ју је зато прогањао, а она у жељи да сачува своју невиност је замолила богове да је заштите. Молбу јој је услишила Артемида која ју је претворила у кип од провидног кристала. Дионис је овај кристал прелио својим „елементом“, црним вином и кристал је попримио љубичасту боју. Према неким изворима, девојку је у кристал претворила Дијана како би је спасила од Дионисовог (односно Баховог) беса због тога што га није испоштовала.